# Пајнсдејл (Монтана)
Пајнсдејл (енгл. Pinesdale) град је у америчкој савезној држави Монтана.

## Демографија
По попису из 2010. године број становника је 917, што је 175 (23,6%) становника више него 2000. године.
| Група             | 2000.       | 2010.       |
| Белци             | 714 (96,2%) | 870 (94,9%) |
| Афроамериканци    | 0 (0,0%)    | 3 (0,3%)    |
| Азијати           | 0 (0,0%)    | 0 (0,0%)    |
| Хиспаноамериканци | 22 (3,0%)   | 43 (4,7%)   |
| Укупно            | 742         | 917         |